# Cour suprême du Michigan
Pour les articles homonymes, voir Cour suprême.

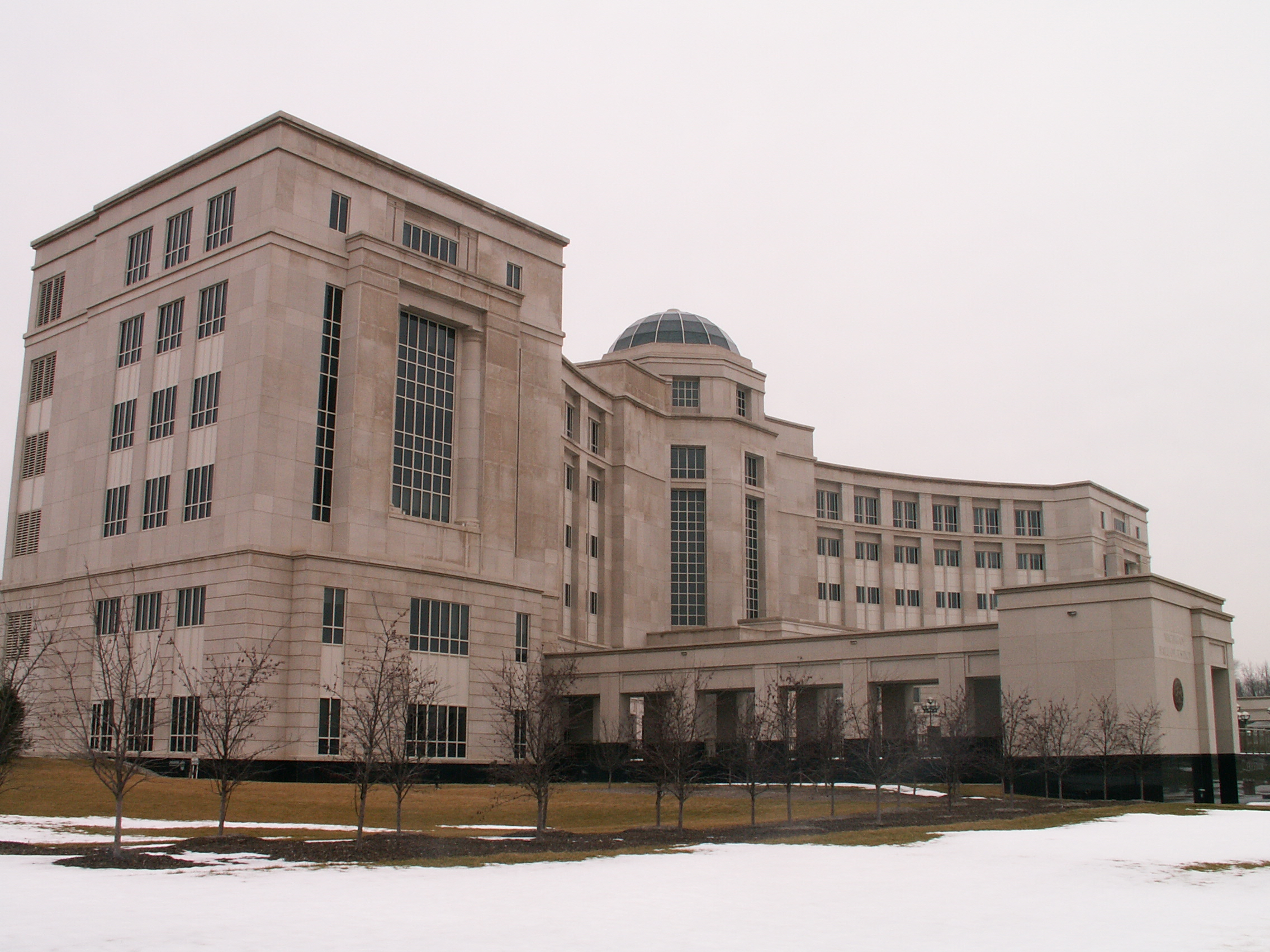
Michigan Hall of Justice, à Lansing, la capitale de l'État.

La Cour Suprême du Michigan (en anglais Michigan Supreme Court) est plus haute cour judiciaire de l'État du Michigan. Il est composé de sept juges (justices), dont chacun est élu pour un mandat de huit ans. Les candidats sont nommés par les partis politiques, et puis élus d'une liste indépendante. Ils doivent être des électeurs qualifiés, autorisés à pratiquer la loi au Michigan pendant un minimum de cinq ans, et ont moins de 70 ans à l'heure de l'élection. Si un siège devient vide, il est rempli par le gouverneur de l'État jusqu'à la prochaine élection. Tous les deux ans, les juges choisissent un membre de la Cour pour servir de juge en chef (Chief Justice).
La Cour est situé dans le Michigan Hall of Justice, à Lansing, la capitale de l'État.